# Allemagne au Concours Eurovision de la chanson 2024
L'Allemagne est l'un des trente-sept pays participants au Concours Eurovision de la chanson 2024 qui se déroule à Malmö en Suède. Le pays est représenté par Isaak Guderian — sous le mononyme Isaak — avec sa chanson  Always on the Run. Le pays se classe 12e avec 117 points lors de la finale du concours.

## Sélection
Le diffuseur allemand ARD annonce sa participation à l'Eurovision 2024 le 15 mai 2023, soit quelques jours seulement après l'Eurovision 2023. Il est  également annoncé que comme pour les années précédentes, la chanson qui représenterait le pays à Malmö serait sélectionnée par le biais d'une sélection nationale télévisée, nommée  Eurovision Song Contest - Das deutsche Finale 2024.

### Format
La finale de la compétition a lieu le 16 février 2024 à Berlin et présentée par l'actrice, chanteuse et présentatrice TV allemande Barbara Schöneberger. Elle voit concourir neuf chansons qui sont départagées par le vote du public, qui compte pour 50 % du total, et par le vote d'un jury international composée de personnalités de la musique issus de différents pays, comptant également pour 50 %.

### Participants
L'appel à candidatures ouvre le 7 septembre et se clôture le 15 octobre 2023,. Au terme de cette période, le diffuseur annonce avoir reçu 693 candidatures. Le 25 novembre, le diffuseur allemand annonce avoir réduit le nombre à 32, avec l'objectif de réduire à dix participants au maximum. Finalement, les huit chansons retenues sont révélées le 19 janvier 2024. Parallèlement à cette première procédure, NDR annonce une compétition nommée Ich will zum ESC! pour sélectionner un neuvième finaliste parmi quinze autres participants sélectionnés. Le dernier finaliste est annoncé le 8 février 2024.
| Artiste      | Titre             | Langue   | Auteurs et compositeurs                                           |
| ------------ | ----------------- | -------- | ----------------------------------------------------------------- |
| Bodine Monet | Tears like Rain   | Anglais  | Ashley Hicklin, Lukas Hällgren, Pele Loriano, Roxane Ischi        |
| Floryan      | Scars             | Anglais  | Florian Rößler, Leif Bent, Rea Garvey                             |
| Galant       | Katze             | Allemand | Mona Meiller, Paul-Aaron Wolf                                     |
| Isaak        | Always on the Run | Anglais  | Greg Taro, Isaak Guderian, Kevin Lehr, Leo Salminen               |
| Leona        | Undream You       | Anglais  | Elsa Søllesvik (en), Leona Preuss, Maria Christensen, Simon Davis |
| Marie Reim   | Naiv              | Allemand | Tim Peters                                                        |
| Max Mutzke   | Forever Strong    | Anglais  | Justin Balk, Max Mutzke, Sebastian Schubert, Simon Oslender       |
| NinetyNine   | Love on a budget  | Anglais  | Daniel Leon Schmidt, Henrik Menzel, Mirko Michalzik               |
| Ryk          | Oh boy            | Anglais  | Rick Jurthe                                                       |

1. ↑  Sélectionné à la suite de sa victoire à Ich will zum ESC!.

### Finale
La finale est diffusée le samedi 16 février 2024.
- Première place
- Deuxième place
- Troisième place
- Dernière place

| Ordre | Artiste      | Titre             | Jury | Public  | Public | Total | Place |
| Ordre | Artiste      | Titre             | Jury | Voix    | Points | Total | Place |
| ----- | ------------ | ----------------- | ---- | ------- | ------ | ----- | ----- |
| 1     | NinetyNine   | Love on a budget  | 3    | 18 434  | 3      | 6     | 7     |
| 2     | Leona        | Undream You       | 2    | 16 560  | 1      | 3     | 9     |
| 3     | Isaak        | Always on the Run | 12   | 110 116 | 12     | 24    | 1     |
| 4     | Galant       | Katze             | 6    | 52 367  | 5      | 11    | 5     |
| 5     | Floryan      | Scars             | 1    | 17 393  | 2      | 3     | 8     |
| 6     | Bodine Monet | Tears Like Rain   | 8    | 48 156  | 4      | 12    | 4     |
| 7     | Ryk          | Oh Boy            | 5    | 97 410  | 8      | 13    | 3     |
| 8     | Marie Reim   | Naiv              | 4    | 65 518  | 6      | 10    | 6     |
| 9     | Max Mutzke   | Forever Strong    | 10   | 107 072 | 10     | 20    | 2     |

| Détail des votes des jurys internationaux | Détail des votes des jurys internationaux | Détail des votes des jurys internationaux | Détail des votes des jurys internationaux | Détail des votes des jurys internationaux | Détail des votes des jurys internationaux | Détail des votes des jurys internationaux | Détail des votes des jurys internationaux | Détail des votes des jurys internationaux | Détail des votes des jurys internationaux | Détail des votes des jurys internationaux |
| Ordre                                     | Chanson                                   | Drapeau de la Suisse                      | Drapeau de la Croatie                     | Drapeau de l'Espagne                      | Drapeau de la Lituanie                    | Drapeau du Royaume-Uni                    | Drapeau de l'Islande                      | Drapeau de l'Autriche                     | Drapeau de la Suède                       | Total                                     |
| ----------------------------------------- | ----------------------------------------- | ----------------------------------------- | ----------------------------------------- | ----------------------------------------- | ----------------------------------------- | ----------------------------------------- | ----------------------------------------- | ----------------------------------------- | ----------------------------------------- | ----------------------------------------- |
| 1                                         | Love on a Budget                          | 3                                         | 3                                         | 5                                         | 5                                         | 10                                        | 6                                         | 2                                         | 3                                         | 37                                        |
| 2                                         | Undream You                               | 4                                         | 10                                        | 6                                         | 3                                         | 3                                         | 4                                         | 4                                         | 2                                         | 36                                        |
| 3                                         | Always on the Run                         | 10                                        | 6                                         | 8                                         | 8                                         | 12                                        | 8                                         | 12                                        | 10                                        | 74                                        |
| 4                                         | Katze                                     | 2                                         | 5                                         | 10                                        | 10                                        | 2                                         | 12                                        | 3                                         | 8                                         | 52                                        |
| 5                                         | Scars                                     | 1                                         | 1                                         | 1                                         | 1                                         | 1                                         | 1                                         | 1                                         | 1                                         | 8                                         |
| 6                                         | Tears Like Rain                           | 6                                         | 12                                        | 3                                         | 6                                         | 4                                         | 10                                        | 8                                         | 6                                         | 55                                        |
| 7                                         | Oh Boy                                    | 12                                        | 4                                         | 2                                         | 4                                         | 6                                         | 5                                         | 6                                         | 12                                        | 51                                        |
| 8                                         | Naiv                                      | 8                                         | 2                                         | 12                                        | 2                                         | 5                                         | 2                                         | 5                                         | 4                                         | 40                                        |
| 9                                         | Forever Strong                            | 5                                         | 8                                         | 4                                         | 12                                        | 8                                         | 3                                         | 10                                        | 5                                         | 55                                        |

| Membre des jurys internationaux | Membre des jurys internationaux                                                                          |
| Pays                            | Membres                                                                                                  |
| ------------------------------- | --- |
| Drapeau de l'Autriche           | - Christian Deix - Gabriela Horn - Peter Pansky - Bettina Ruprechter - Sasha Saedi                       |
| Drapeau de la Croatie           | - Mia Dimšić - Denis Dumančić - Bojan Jambrošić - Monika Lelas Habanek - Branimir Mihaljević             |
| Drapeau de l'Espagne            | - Sophia Martin - Aaron Sáez Escolano - Marta Sánchez Gómez - Tony Sánchez-Ohlsson - Sergio Sastre Sainz |
| Drapeau de l'Islande            | - Einar Bárðarson - Helga Möller - Kjartan Guðbergsson - Kristján Gíslason - Regína Óskarsdóttir         |
| Drapeau de la Lituanie          | - Lauras Lučianas - Vytautas Lukošius - Ieva Narkutė - Darius Užkuraitis - Deivydas Zvonkus              |
| Drapeau du Royaume-Uni          | - Mark De-Lisser - Rokhsan Heydari - Adam Hunter - George Ure - Pete Watson                              |
| Drapeau de la Suisse            | - Chiara Dubey - Rico Fischer - Michael von der Heide - Lisa Oribasi - Georg Schlunegger                 |
| Drapeau de la Suède             | - Filip Adamo - Lina Hedlund - Henrik Johnsson - Maria Marcus - Rennie Mirro                             |

Au terme de la soirée, c'est donc Isaak et sa chanson Always on the Run qui obtiennent le plus de voix et sont sélectionnés pour représenter l'Allemagne au Concours Eurovision de la chanson 2024.

## À l'Eurovision
En tant que membre du Big Five, l'Allemagne est automatiquement qualifiée pour la finale du 11 mai 2024. Lors de la finale le 11 mai 2024, elle se produit en 3e position dans l'ordre de passage et termine 12e avec 117 points.